# Tu sei tu
Tu sei tu è il sesto album del gruppo pop italiano I Cugini di Campagna, pubblicato nel 1977 dalla Pull (QLP 115).
L'album contiene 10 brani composti interamente da due componenti del gruppo, Ivano Michetti e Flavio Paulin. Sarà anche l'ultimo album nel quale quest'ultimo sarà presente e che metterà in dubbio per qualche tempo l'esistenza stessa della formazione, fino all'arrivo di Paul Manners, che lo sostituirà.
Una particolarità è legata all'edizione a 45 giri del brano che dà il titolo all'album: in un primo tempo venne deciso di abbinare come lato B il brano Gesù, che però, forse per il testo, che esprimeva i dubbi di un uomo in cerca di Dio, venne sostituito all'ultimo momento dal memo rischioso Donna. Le copertine già stampate vennero forate nel mezzo e riutilizzate per accogliere le edizioni per Juke-Box della casa discografica Fonit Cetra, distributrice anche della Pull.

## Tracce
Lato A
1. Tu sei tu (Ivano Michetti-Flavio Paulin) (3.52)
2. Sogno di un ragazzo senza scuola (Flavio Paulin) (5.06)
3. Il grano, la terra, il sole (Ivano Michetti) (3.46)
4. Donna (Ivano Michetti) (4.04)
5. Nicole (Flavio Paulin) (5.22)

Lato B
1. Gesù (Ivano Michetti-Flavio Paulin) (3.26)
2. La vetrina delle bambole (Flavio Paulin) (4.12)
3. Conchiglia bianca (Ivano Michetti-Flavio Paulin) (3.58)
4. Il vecchio mulino (Ivano Michetti) (3.25)
5. Oh Eva (Ivano Michetti-Flavio Paulin) (3.49)

## Singoli
- Pull - QSP 1017

Lato A: Conchiglia bianca (Ivano Michetti-Flavio Paulin) (3.58) 

Lato B: Oh Eva (Ivano Michetti-Flavio Paulin) (3.49)
- Pull - QSP 1018

Lato A: Tu sei tu (Ivano Michetti-Flavio Paulin) (3.52) 

Lato B: Donna (Ivano Michetti) (4.04)

## Formazione
- Flavio Paulin - voce, basso
- Ivano Michetti - chitarra
- Silvano Michetti - percussioni
- Giorgio Brandi - tastiere